# Burg Hněvín
Die Burg Hněvín (deutsch: Landeswarte) befindet sich auf der Spitze eines Kegelberges (399 m) nahe der Stadt Most (Brüx) in Tschechien. Von der einst mittelalterlichen Burg ist nach einem Umbau in ein Restaurant am Ende des 19. Jahrhunderts kaum mehr etwas erhalten.

## Geschichte

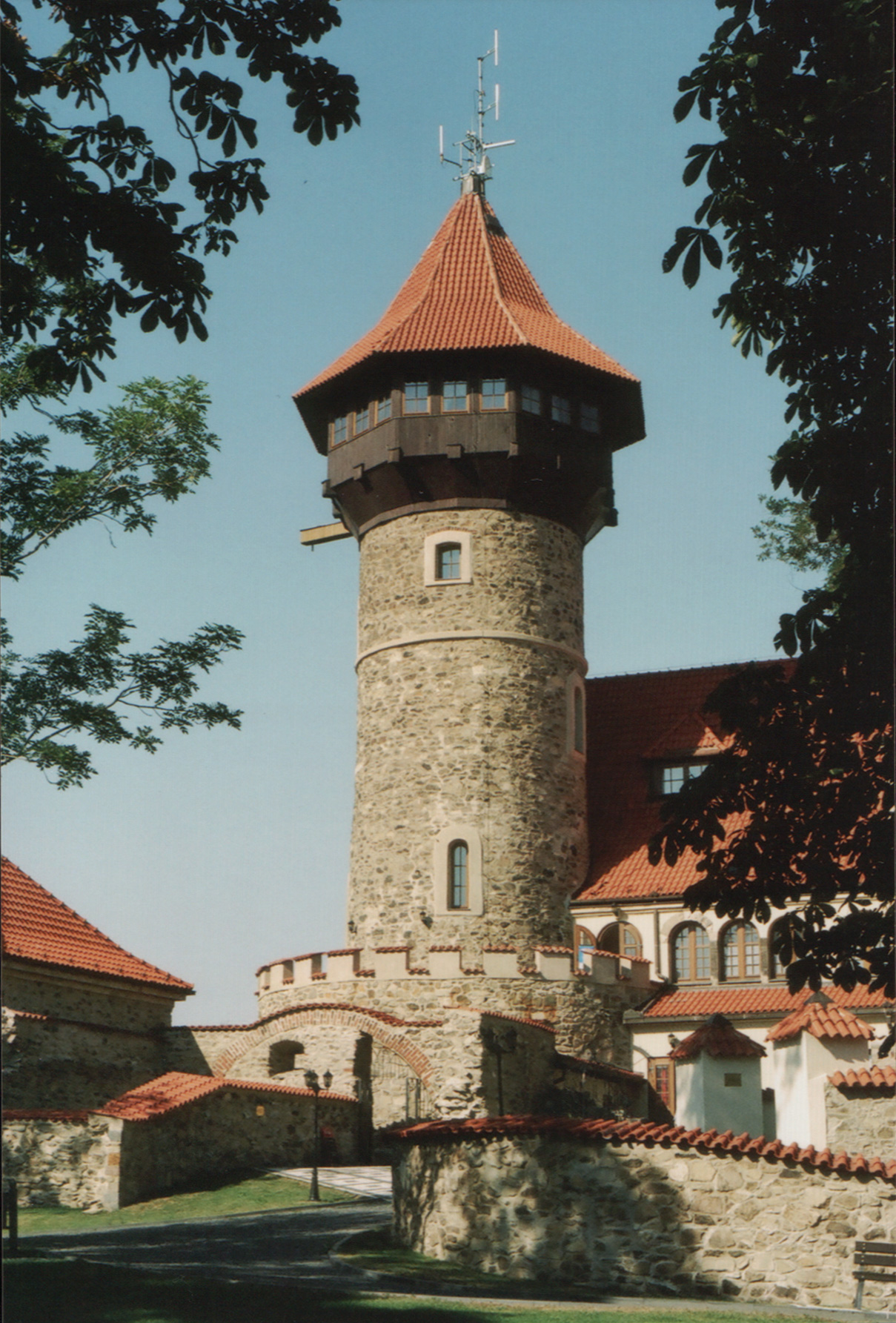
Der Aussichtsturm, Wahrzeichen von Burg Hněvín

Die ursprüngliche Burg auf dem Zámecký vrch (Schlossberg) oder auch vrch Hněvín, unter dem die Königsstadt erbaut wurde, datiert zurück in das 12. Jahrhundert. Einige archäologisch nachgewiesene Reste stammen aus dem 9. Jahrhundert. Erbaut vom Geschlecht der Hrabischitzer (tschechisch: Hrabiš) und dank ihrer uneinnehmbaren Lage, geschützt durch den See Komořany, gehörte sie zu den königlichen Burgen. Sie hatte eine gute strategische Lage, durch zwei Brunnen genügend Trinkwasser und wurde stets gut unterhalten. Hněvín wurde immer wieder belagert, nie jedoch erobert.
Im 13. Jahrhundert wurde die Burg durch Wenzel II. den Brandenburgern verpfändet. Nach den Streitigkeiten Wenzels IV. mit diesem Adelsgeschlecht erhielten die Markgrafen von Meißen die Burg. Erst 1406 bekam Wenzel sein Eigentum zurück. Mit dem Vertrag von Eger gelangte die Festung 1459 in den Besitz von Georg von Podiebrad. Sein Sohn Heinrich verkaufte sie 1480 an Benesch von Weitmühl. 1482 kam es in Most zu einem Treffen der Fürsten aus Sachsen mit Wladyslaw II.
Seit 1507 hielt Johann von Weitmühl und ab 1515 Sebastian von Weitmühl die Burg als Pfand. Zur Regentenzeit Rudolf II. hielten sich dort auf sein Geheiß der Alchimist Edward Kelley und der Grieche Marek Mamugny auf. 1595 verkaufte Rudolf II. die Burg an die Stadt. Bis zum Dreißigjährigen Krieg lief das Leben ruhig ab. 1646 nahmen die Schweden durch eine List die Burg ein. Die Bürger mussten hohe Steuern und Strafen zahlen. Die Schweden hielten die Burg bis zum Westfälischen Frieden.
1651 beantragten die Bürger von Most die Niederlegung der Burg, um künftigen Belagerungen und den damit verbundenen Zerstörungen und Plünderungen zu entgehen. Auf Geheiß des Kaisers Ferdinand III. wurde die Anlage daraufhin weitgehend abgebrochen. Die Reste wurden dem Verfall anheimgegeben. Als die Stadt durch den Kohlebergbau zu Reichtum gelangte, wurden Teile der Burgruine wieder aufgebaut. Im 19. Jahrhundert wurden ein neu erbauter Aussichtsturm und eine Gaststätte nach bereits einem Jahr durch einen Sturm zerstört.
Heimatfreunde initiierten Ende des 19. Jahrhunderts in einer Phase der Burgenromantik einen Neuaufbau. 1896 wurde der Verein der Freunde des Schlossbergs ins Leben gerufen. 1906 wurde nach Vorlagen von A. Schwarzer ein Replikat der Burg mit einer Gaststätte erbaut. Von der ursprünglichen Burg gibt es nur noch die Aufteilung und zwei Reste. Im Innenbollwerk sieht man noch heute einige restaurierte Reste von runden Kanonenbastionen, erbaut im romanischen Stil. In den Räumen des heutigen Restaurants befanden sich ehemals ein runder Turm, eine Kapelle, ein Palast mit Königssaal sowie ein viereckiger Turm, dessen Reste noch heute zu besichtigen sind.
Der Hněvín ist heute ein beliebtes Ausflugsziel. Die Burgreplik beherbergt neben einem Hotel mit Gaststätte auch eine öffentliche Sternwarte und eine Freilichtbühne. Vom Gipfel des Schlossberges öffnet sich ein weiter Rundumblick auf Most, den südlichen Abfall des Erzgebirges, die Höhen des Böhmischen Mittelgebirges und das Nordböhmische Becken. Die letzten Rekonstruktionsarbeiten fanden 2001 statt.

## Galerie

Bilder der Burg
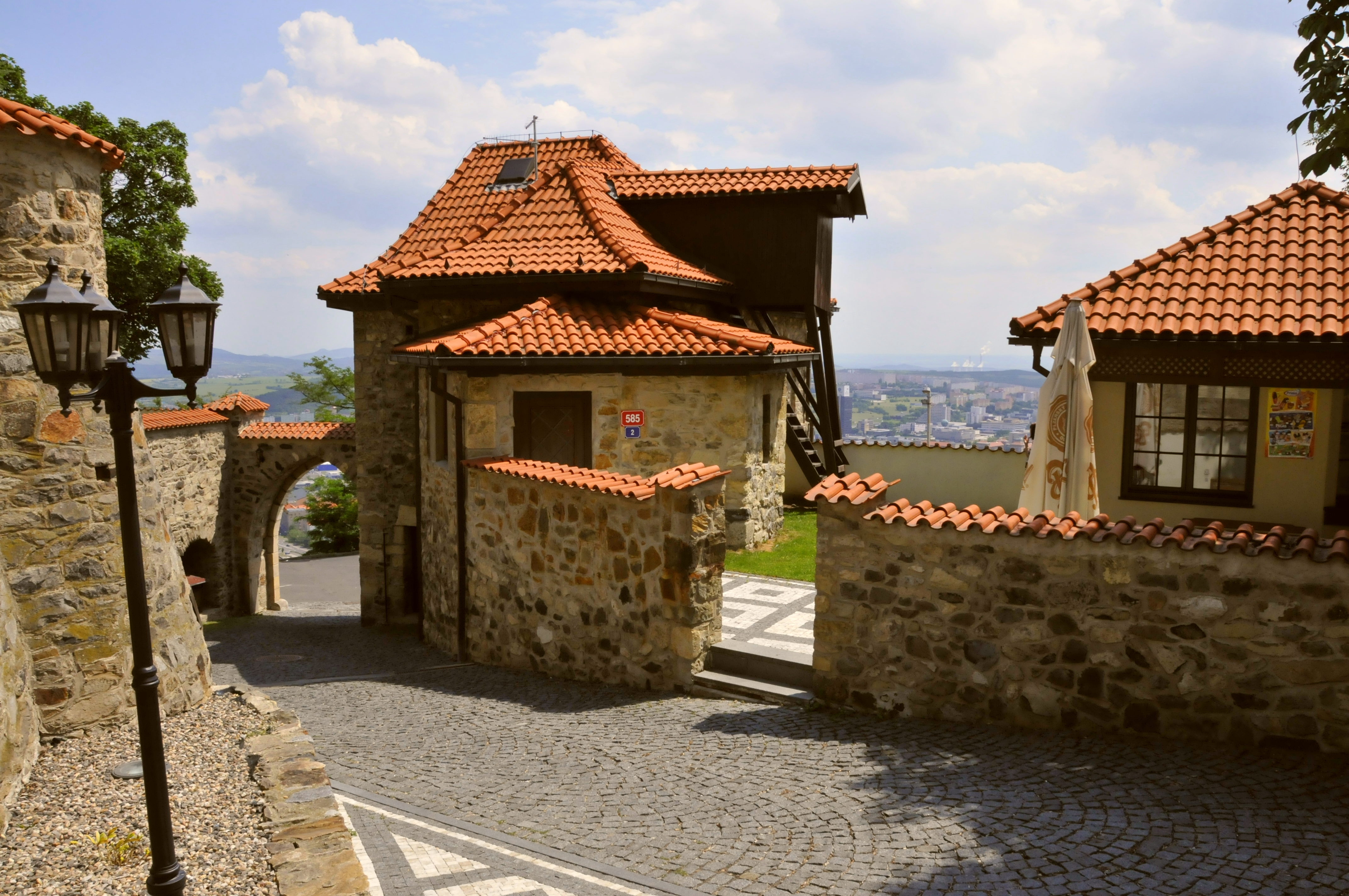
Torhaus
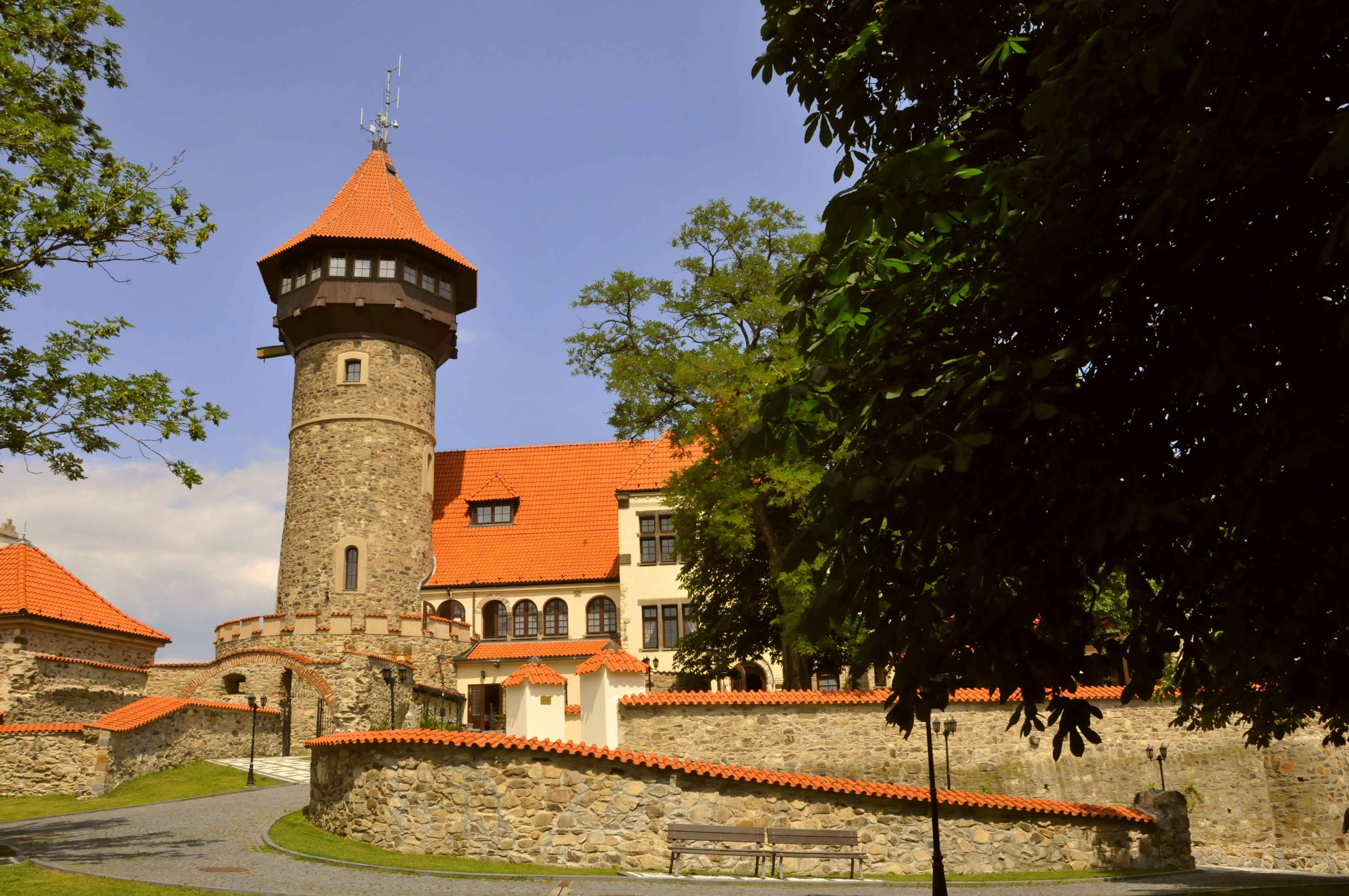
Aussichtsturm aus Südwest
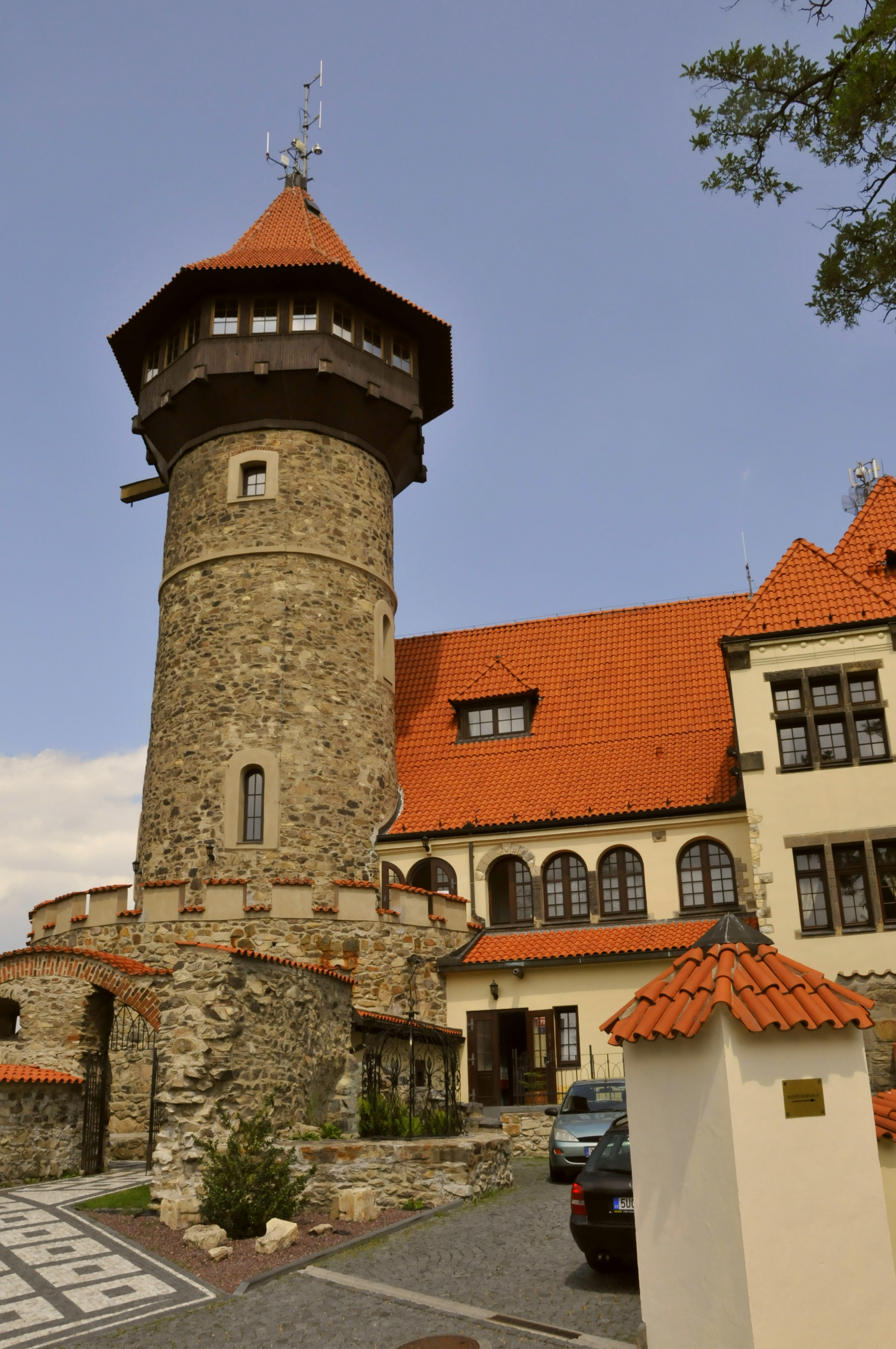
Aussichtsturm aus Südwest
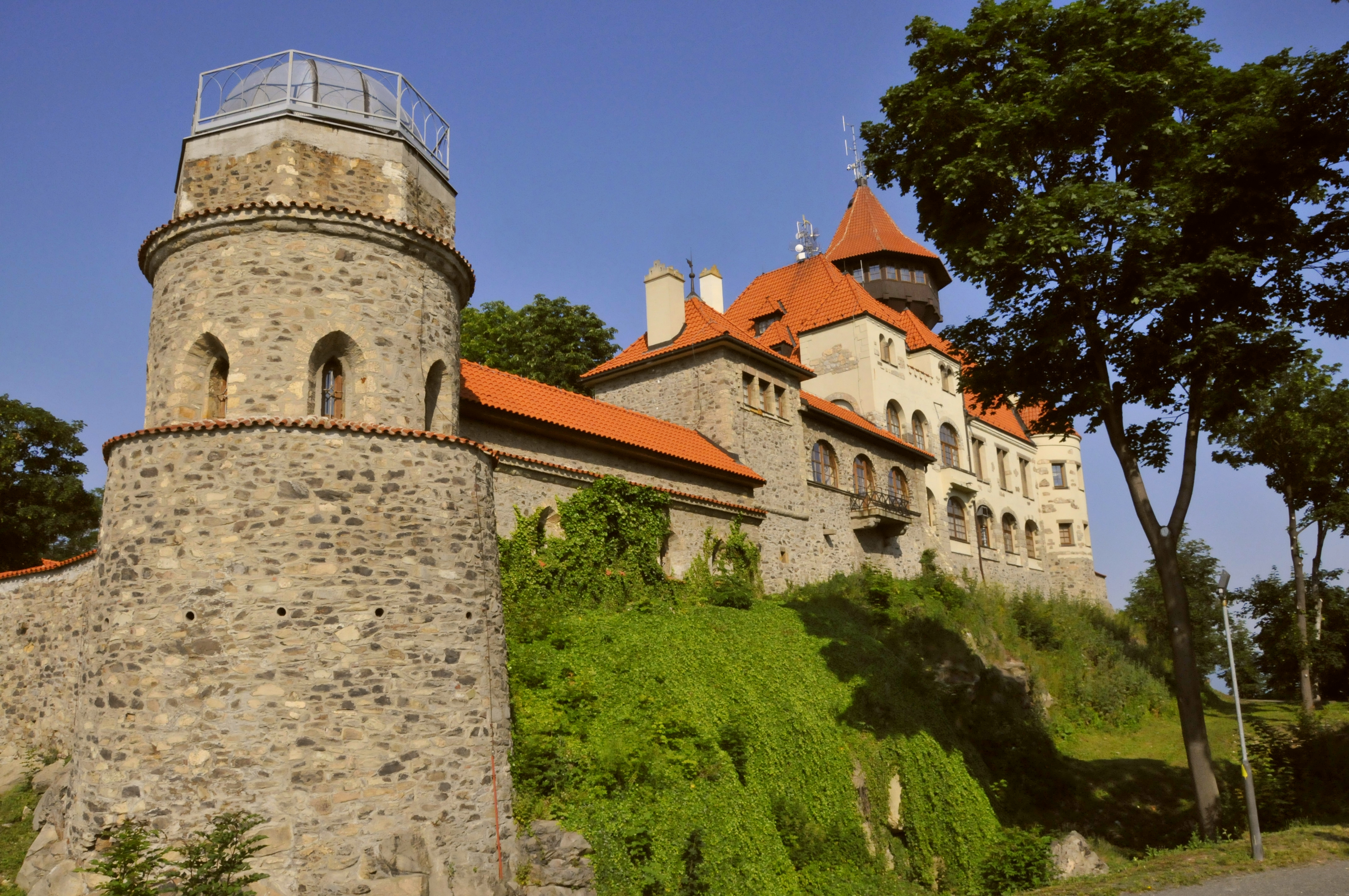
Blick aus Südost
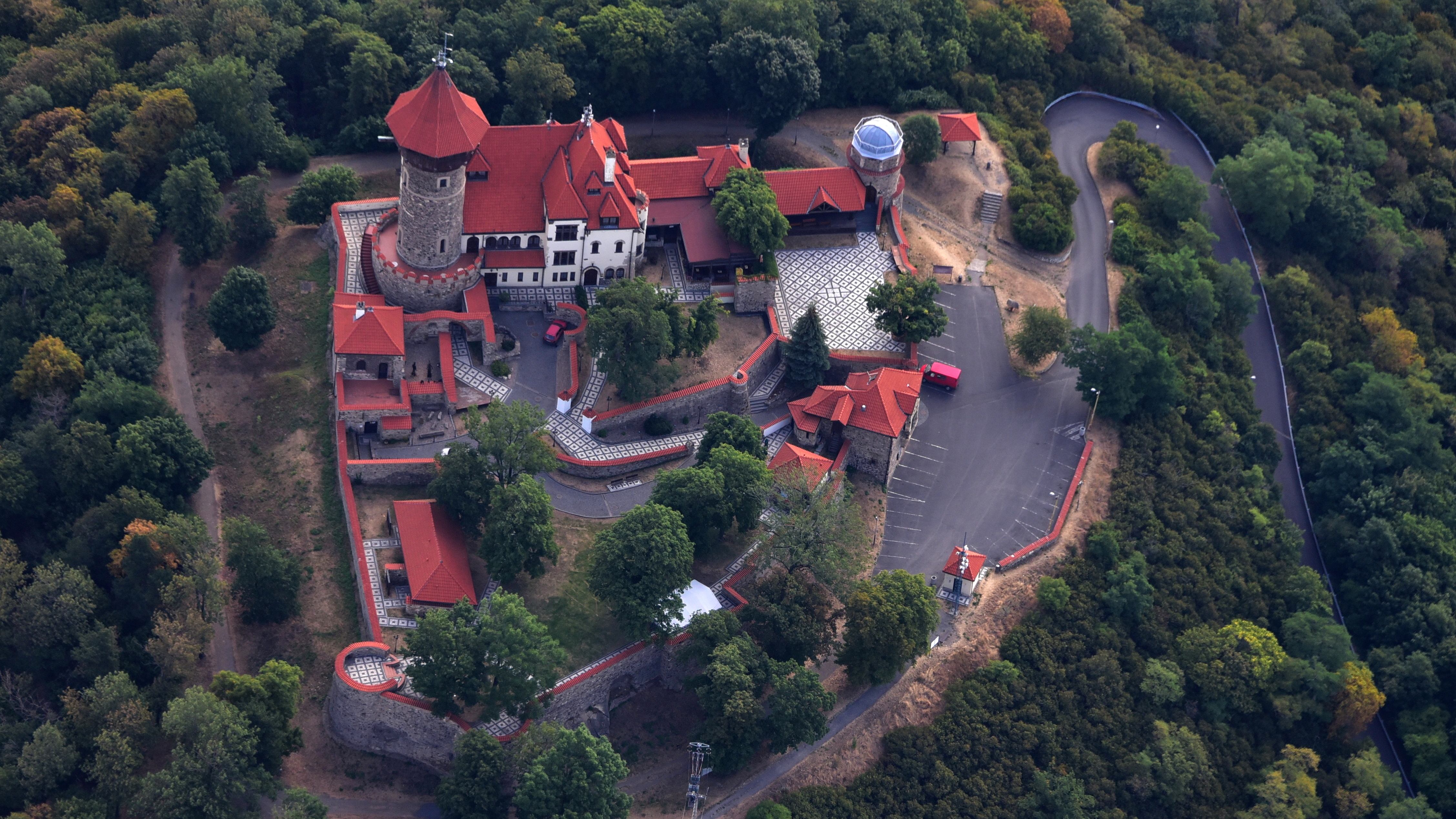
Luftaufnahme (2018)
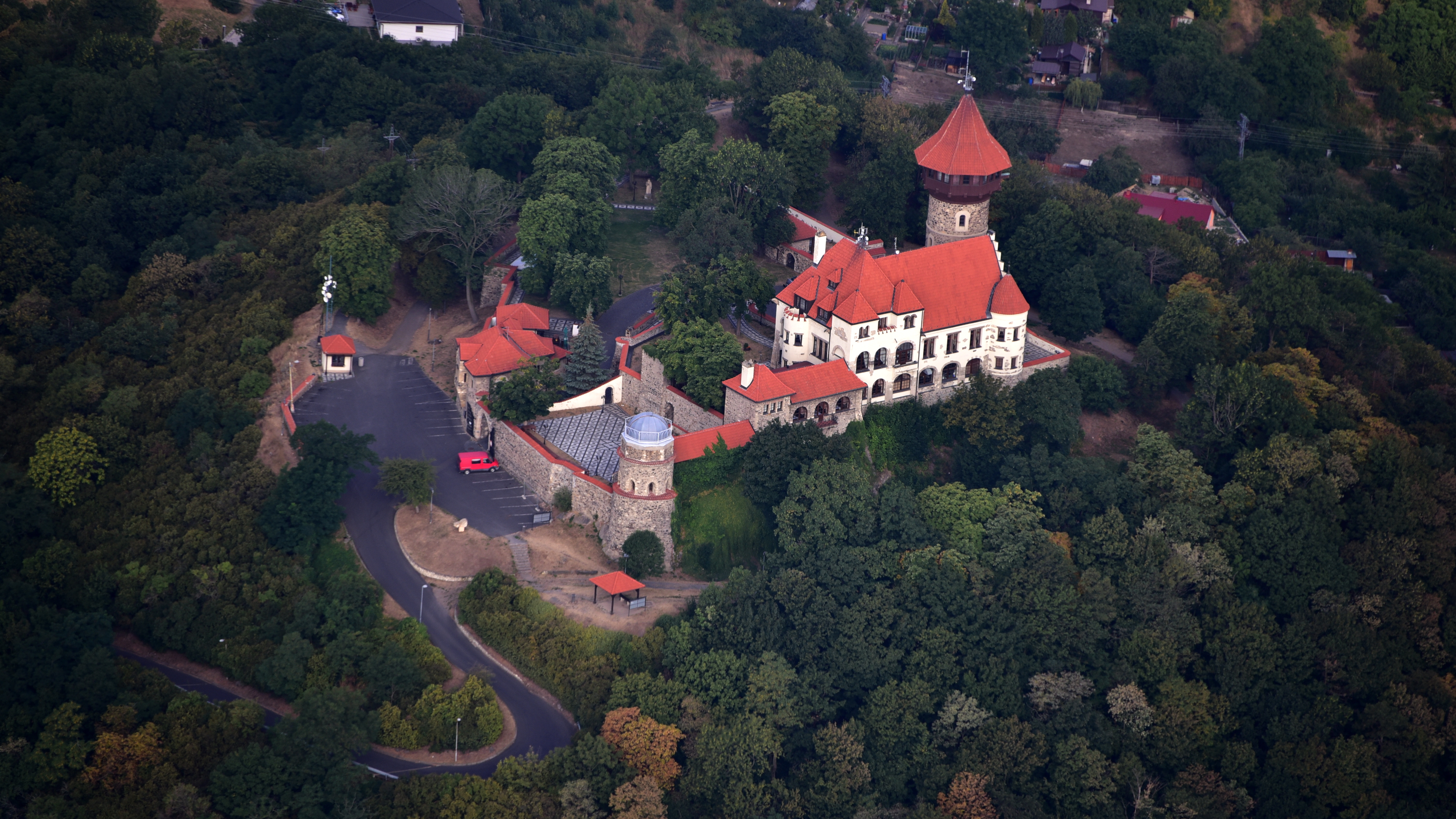
Luftaufnahme (2018)
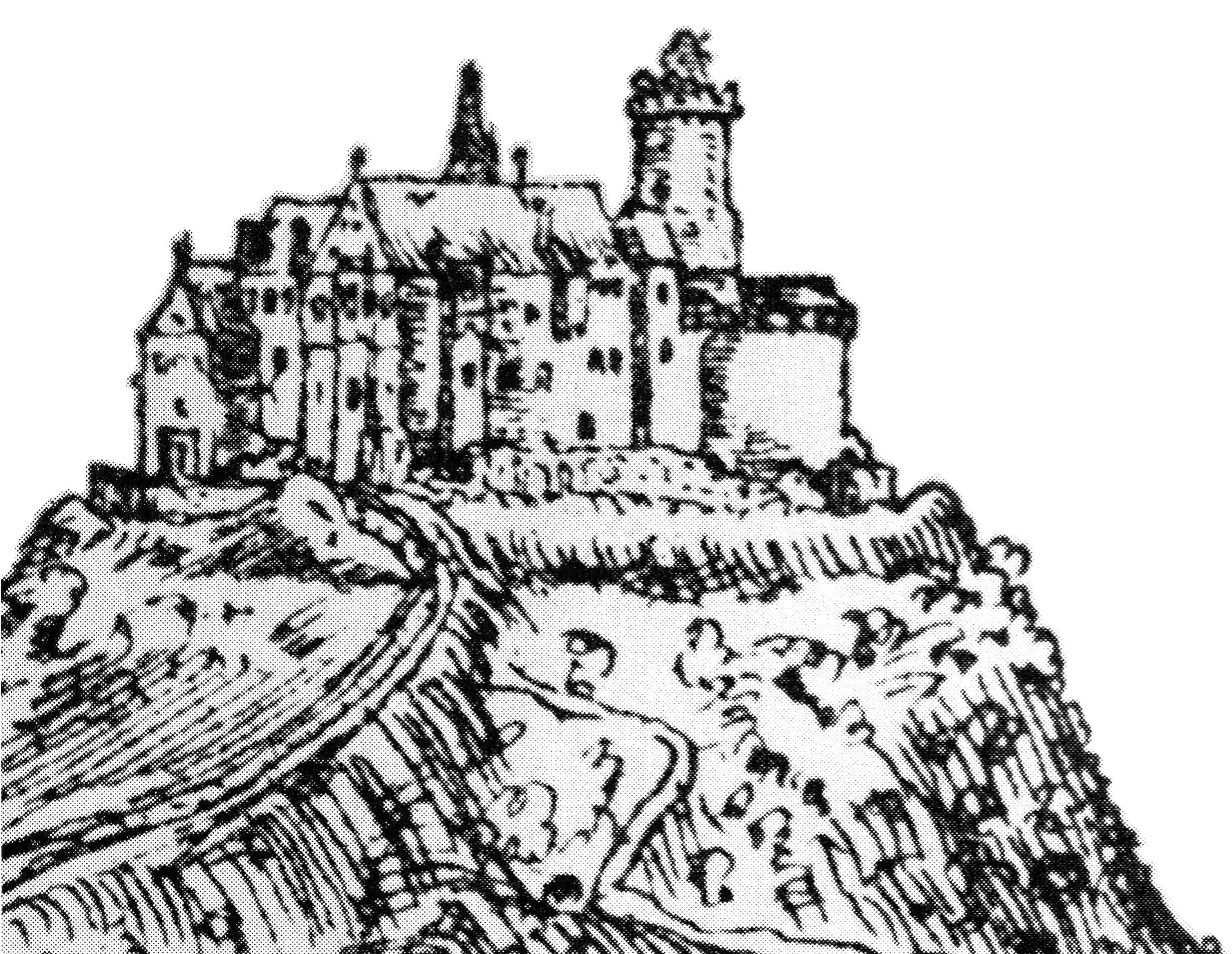
Burg Landeswarte im Jahre 1602 (auf einem Stich der Stadt Brüx)
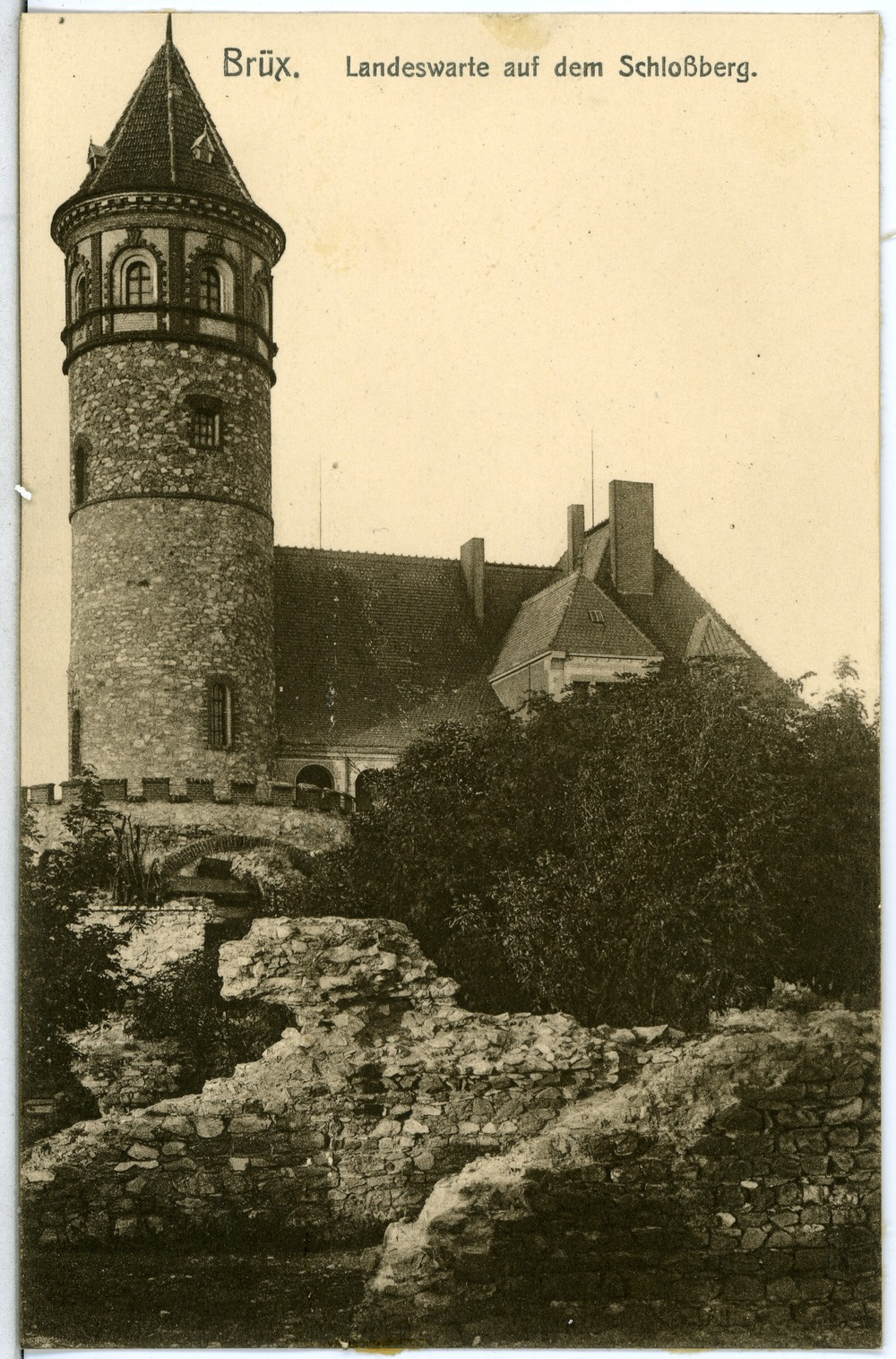
Landeswarte im Jahre 1912